# Santalum obtusifolium
Santalum obtusifolium är en sandelträdsväxtart som beskrevs av Robert Brown. Santalum obtusifolium ingår i släktet Santalum och familjen sandelträdsväxter. Inga underarter finns listade i Catalogue of Life.